# Ґун-ван
Ґун-ван (кит. трад.: 共王; піньїнь: Gòng) або Кун-ван — 6-й ван давньокитайської держави Чжоу, син Му-вана.

## Правління
На відміну від своїх попередників, розвивав економіку своєї держави та збільшував казну, а не вів війни та не завойовував нові території.
Втім, відповідно до Історичних записів, Ґун все ж одного разу розпочав війну та здолав правителя держави Мі через жінок. Легенда каже, що коли Ґун перебував у володіннях Мі, він побачив трьох надзвичайно гарних жінок і наказав володарю Мі знайти їх та надіслати до імператорського палацу. Натомість місцевий правитель залишив тих жінок собі як наложниць, що розлютило Ґуна. Тоді він увів війська до Мі та вбив його правителя.
За 15 років від початку правління Ґун-ван фактично передав трон своєму сину Ї, а сам доживав свій вік у власному палаці.